# Campana dell'Amicizia e della Concordia

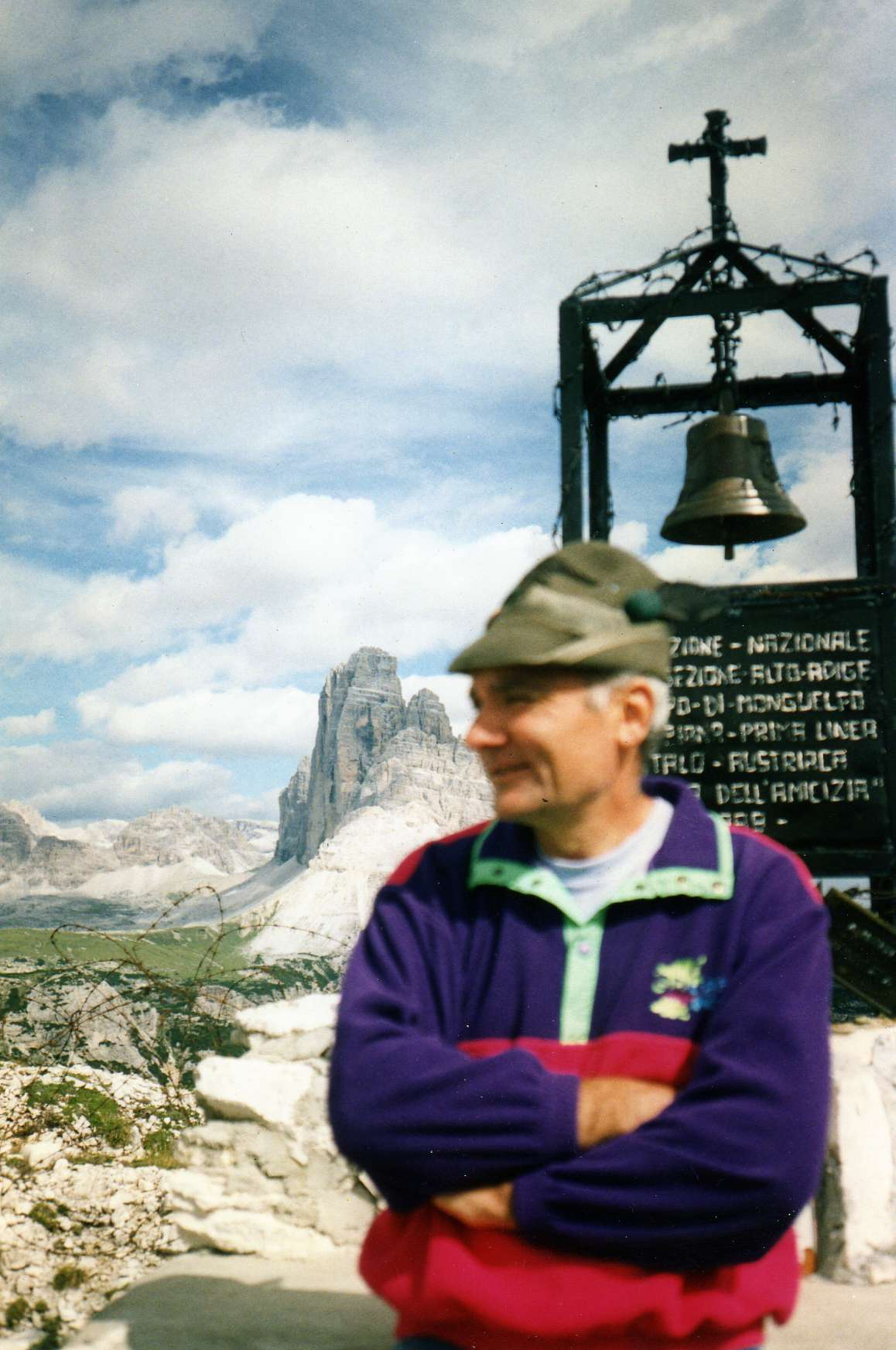
Campana dell'amicizia

La Campana dell'Amicizia e della Concordia è un piccolo monumento situato sul Monte Piana, sulle Dolomiti di Sesto e al confine tra le province di Bolzano e Belluno.
La Campana dell'Amicizia è stata ideata e realizzata dal Decorato di Medaglia d'Oro Mauriziana del Corpo degli Alpini Sergio Paolo Sciullo della Rocca, cultore di storia patria, al tempo in servizio presso il Battaglione alpini "Trento" a Monguelfo (BZ), figlio autentico e generoso della Terra d'Abruzzo, munifico dono dello stesso.

## L'inaugurazione
Dopo l'autorizzazione preventiva del Comune di Auronzo di Cadore e sotto l'egida dell'Associazione Nazionale Alpini - Gruppo di Monguelfo, venne realizzata e solennemente inaugurata il 31 luglio 1988 dal Canonico Don Michele D'Auria della Cattedrale di Castellammare di Stabia (NA), già Ordinariato militare nel 30º Battaglione Guastatori Alpini nella Campagna di Russia,  medaglia d’argento al valore militare, (tra l'altro autore dei libri La mia Russia e L'armata della neve), alla presenza delle rappresentanze di alpini della Brigata alpina "Tridentina" e della Brigata Alpina Cadore, unità alpine queste, oggi disciolte a seguito della ristrutturazione delle Forze Armate e delle rappresentanze di Associazioni Combattentistiche e d'Arma, dei Gruppi A.N.A. dell'Alto Adige e del Cadore e delle Sezioni A.N.A Abruzzi, Napoli, Vicenza, Treviso e di una delegazione di ex Combattenti dell'Austria. Presenti le Sezioni del C.A.I. di Brunico, Bolzano, Cortina d'Ampezzo, Belluno, Sulmona, unitamente alle associazione di guide alpine e di maestri di sci. Significativo è che in quest'occasione furono presenti anche alcuni reduci italiani e austriaci che nella Prima Guerra mondiale presero parte agli aspri combattimenti tenutisi proprio sul Monte Piana e che in occasione del 70º anniversario dal termine del primo conflitto mondiale si ritrovarono per pregare insieme affinché simili eventi bellici non si avessero più a ripetersi e nonostante l'età avanzata qui vollero tornare ancora una volta non più come avversari in eserciti contrapposti, ma semplicemente come amici nell'ambito di una sincera fratellanza universale. In questo luogo una targa, ricorda la visita al fronte effettuata da Sua Maestà Vittorio Emanuele III, Re d'Italia (il Re soldato).

## Descrizione

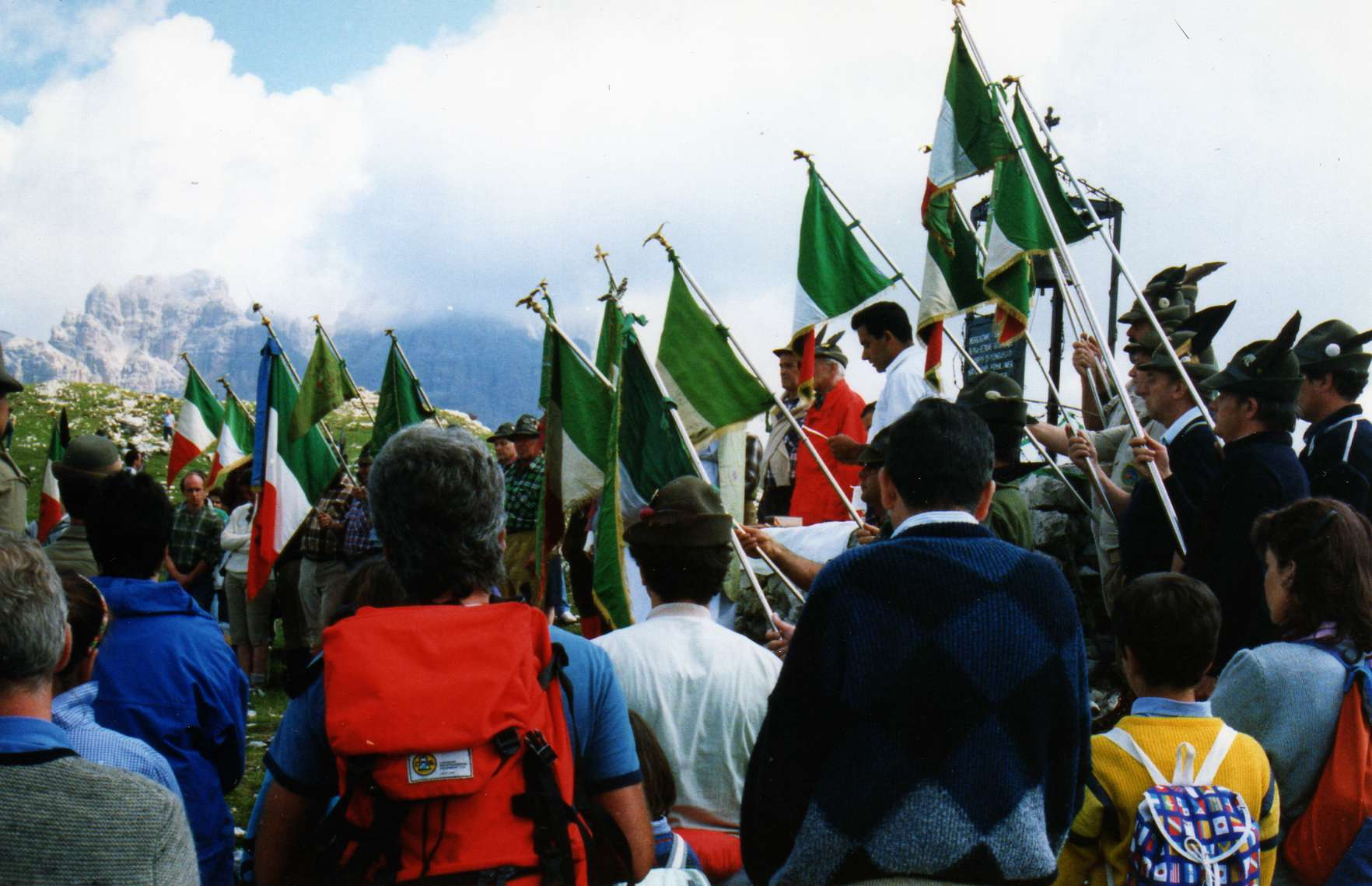
Campana dell'amicizia

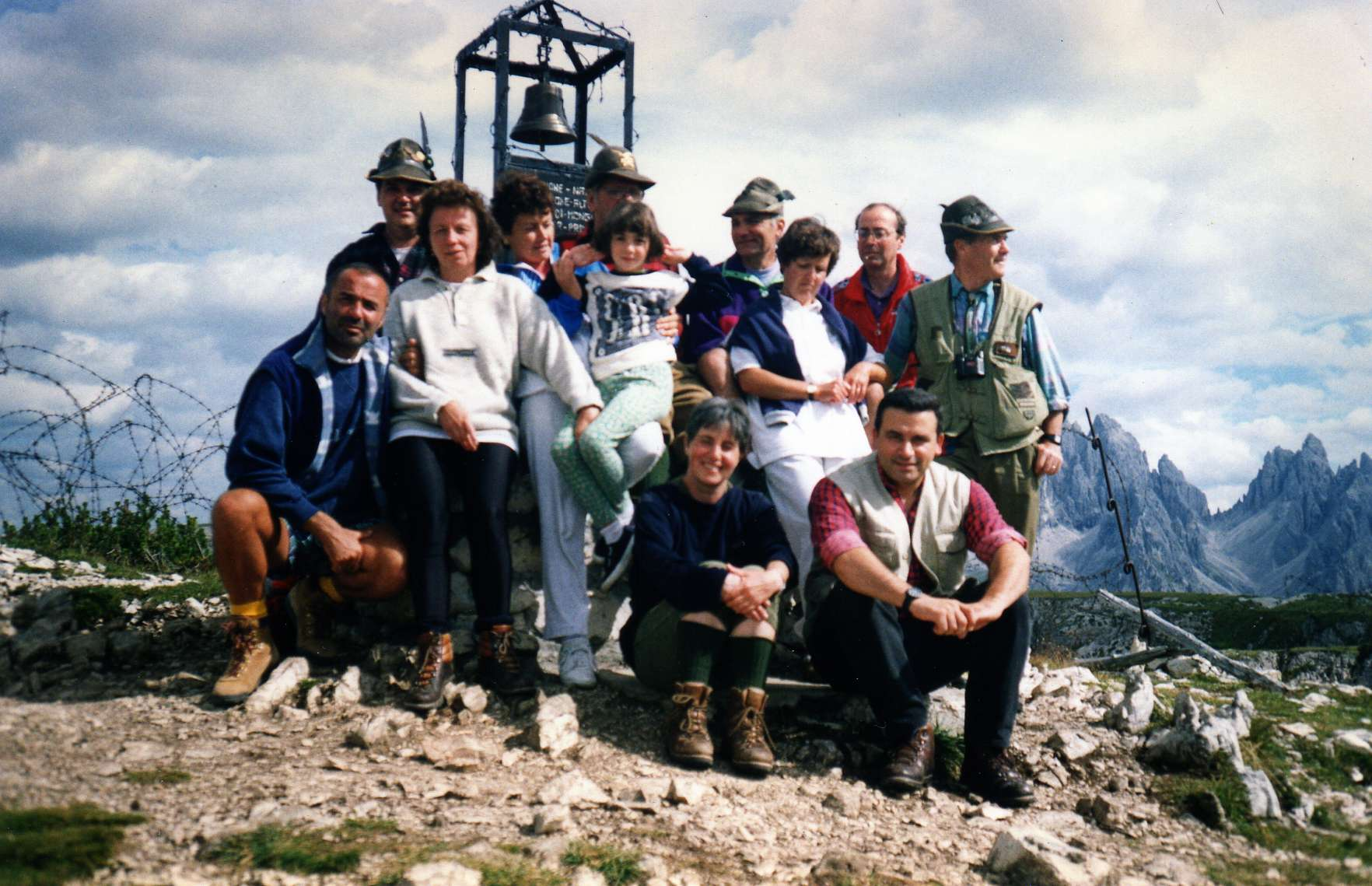
Campana dell'amicizia

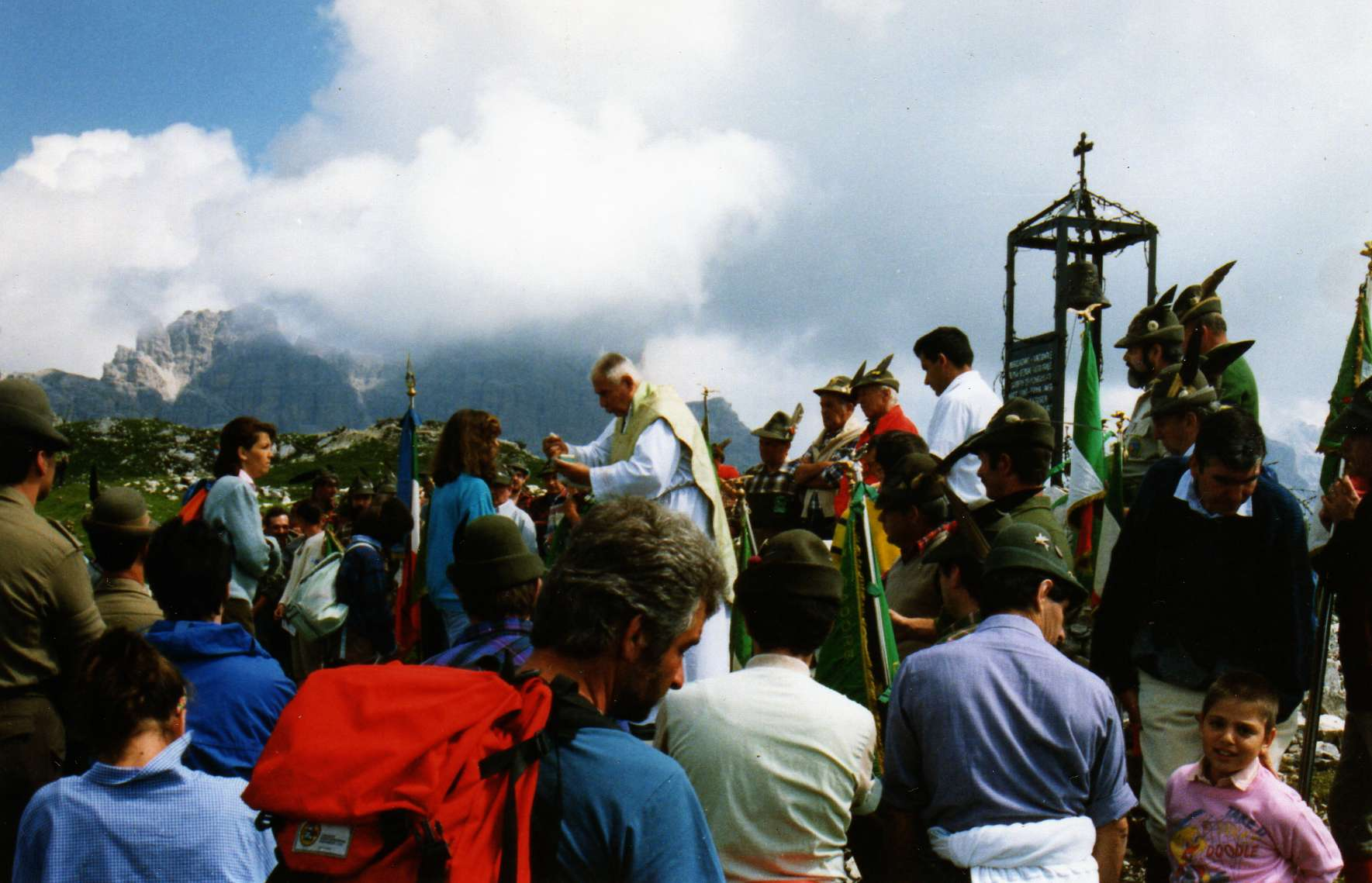
Campana dell'amicizia

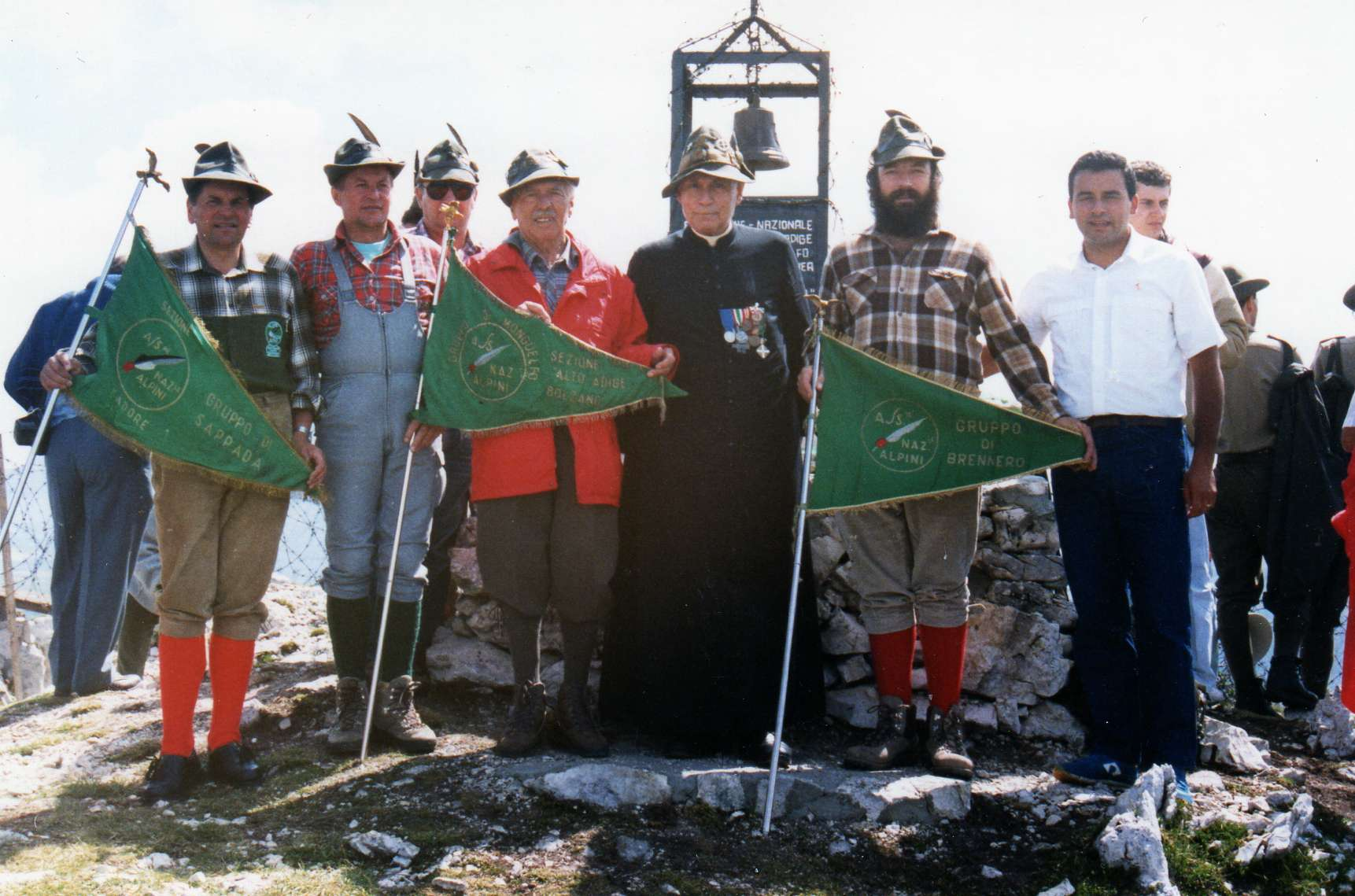
Campana dell'amicizia

La campana è stata voluta dall'ideatore, come perenne monito alla pace tra i popoli, la stessa, è sita su una balza di trincea, tra la prima linea Italo-Austriaca e si compone di un basamento in pietra, altare per le celebrazioni religiose, sulla cui sommità, è riprodotta la preghiera dell’alpino, da un campanile in traliccio di ferro angolare dell'altezza di 2,70 m e da una campana in bronzo di 10 kg in cui è raffigurato Dio nella veste trinitaria sorgente di vita. Al tempo l'evento fu favorevolmente riportato con molti apprezzamenti sia dalla stampa di lingua italiana e sia da quella di lingua tedesca, oltre che da quella specializzata della montagna.
La Campana dell'Amicizia per il suo alto riferimento ideale, trovandosi collocata in una zona multietnica e plurilinguistica nel tempo venne indicata e meglio conosciuta come "Campana dell'Amicizia e della Concordia".
Punto di riferimento in occasione delle Celebrazioni per il bicentenario della nascita delle Dolomiti, oggi è meta di numerosi incontri alpinistici e di preghiera. Per quest'occasione a maggiore significazione l'alpinista Sergio Paolo Sciullo della Rocca, compose una lirica a ricordo, ripresa poi da più libri e antologie nazionali.

## Poesia della Campana dell'Amicizia e della Concordia
(Alp. Sergio Paolo Sciullo della Rocca)
Efficaci restano le parole pronunciate da Sergio Paolo Sciullo della Rocca, nella sua breve allocuzione inaugurale domenica 31 luglio 1988 a Monte Piana : "Tornate sempre qui, ad imparare la Pace, e che Monte Piana resti sempre la migliore scuola per esercitare i Cristiani principi di fratellanza universale".